# Al-Wakrah SC
Al-Wakrah (Arabisch: الوكرة) is een Qatarese voetbalclub uit Al-Wakrah.
De club werd tweemaal landskampioen, in 1999 en in 2001. Vanaf het seizoen 2007/2008 speelden de voormalige eredivisiespelers Ali Boussaboun, Anouar Diba en Adil Ramzi bij Al-Wakrah. In de winterstop van dit seizoen werd ook Elbekay Bouchiba binnengehaald.

## Bekende (oud-)spelers
- Iliass Bel Hassani
- Tom Caluwé
- Youssef Chippo
- Reza Ghoochannejhad
- Sanharib Malki